# 38 Водолея
38 Водолея (лат. 38 Aquarii), e Водолея (лат. e Aquarii), HD 210424 — одиночная звезда в созвездии Водолея на расстоянии приблизительно 500 световых лет (около 153 парсеков) от Солнца. Видимая звёздная величина звезды — +5,422m.

## Характеристики
38 Водолея — бело-голубой гигант спектрального класса B5III. Радиус — около 5,6 солнечных, светимость — около 219,16 солнечных. Эффективная температура — около 12771 К.